# Hostmask
L'hostmask è riferito ad un indirizzo IRC assegnato ad un client dal server. I servizi di IRC ed i bot forniti dal server usano l'hostmask per identificare i client. L'hostmask è simile ad un indirizzo e-mail ma non deve essere confuso con esso. L'hostmask è una combinazione di nickname, ident, e hostname. Se l'ident non è disponibile, allora è usato l'username dopo essere stato preceduto da un simbolo di tilde ~. Se l'indirizzo IP non può essere risolto da un valido hostname, allora viene usato l'indirizzo IP.
Per ragioni di sicurezza, alcuni bot permettono di far autenticare al server solo alcuni utenti con una certa hostmask, per evitare che persone non autorizzate prendano il controllo dei bot indovinando la password.

## Esempi
Semplice hostmask formata con un ident:
- nickname!ident@hostname.domain

Semplice hostmask formata senza ident:
- nickname!~username@hostname.domain

Un esempio immaginario di uso di hostname:
- alice!fairy@c-4a3b10d2.072-3-13626f4.cust.example.net

Un esempio immaginario usando un indirizzo IP non risolvibile:
- bob!fxlink@192.0.34.166

Un operatore di canale IRC può impostare un ban su una hostmask o parte di essa per entrare nel suo canale.
Alcuni network IRC forniscono la modalità +x agli utenti per nascondere il loro indirizzo IP e l'hostname (cloak) la quale fornisce anonimato, sicurezza e protezione.
Un esempio immaginario con un cloak abilitato su un hostname:
- alice!fairy@clk-43425.cust.example.net

Un esempio immaginario con un cloak abilitato su un indirizzo IP:
- bob!fxlink@192.0.34.*